# Allaicha
Die Allaicha (russisch Аллаиха oder Аллайха, translit. Allaicha oder Allajcha, Jakut. Аллайыаха/Allajyacha) ist ein 563 km langer linker Nebenfluss der Indigirka in der Republik Sacha (Jakutien) im russischen Föderationskreis Ferner Osten.
Die Allaicha entsteht in etwa 80 m an der Nordflanke des Polousnyrückens aus den kleinen Quellflüssen Fena (Фена) und Eliktscheen (Эликчээн). Sie durchfließt dann stark mäandrierend zunächst in östlicher, später in nordöstlicher Richtung den Südostteil des Jana-Indigirka-Tieflands. Schließlich mündet der Fluss etwa 15 Kilometer oberhalb der Siedlung Tschokurdach in die Indigirka (in 5 m Höhe). Etwa 15 Kilometer oberhalb mündet ein linker Nebenarm der Indigirka, Erge-Jurjach, in die Allaicha, die ab hier schiffbar ist.
Das Einzugsgebiet der Allaicha umfasst 12.400 km². In Mündungsnähe ist der Hauptarm des Flusses etwa 200 Meter breit und 5 Meter tief; die Fließgeschwindigkeit beträgt 0,6 m/s. Wichtigster Nebenfluss ist der 123 km lange Ot-Jurjach von links. Im Einzugsgebiet gibt es etwa 4000 Seen mit einer Gesamtfläche von 765 km², besonders im Bereich des Unterlaufes zwischen Allaicha und Indigirka. 
Im Winter gefriert die Allaicha von Anfang Oktober bis Ende Mai.
Der gesamte Flusslauf der Allaicha liegt administrativ im nach ihr benannten Ulus Allaicha.